# Вторая царицынская синагога
Втора́я цари́цынская синаго́га — хоральная синагога, действовавшая в Царицыне (Сталинграде) с 1911 по 1929 год. В настоящее время здание синагоги занимает физиотерапевтическая поликлиника. Памятник архитектуры и градостроительства регионального значения.

## История
Начиная со второй половины XIX века население Царицына стремительно увеличивалось, росла и царицынская еврейская община. В 1888 году в зацарицынской части города была открыта первая синагога, однако в скором времени она перестаёт справляться с количеством людей, что приводит к возникновению ещё двух самовольно открытых молелен, которые были закрыты властями в 1892 году.
24 августа 1905 года царицане С. Е. Рантер, Б. Ц. Рабинович и Л. Б. Шапиро обратились в строительное отделение Саратовской губернии с прошением о строительстве иудейского молельного дома на пересечении улиц Курской (современная Порт-Саида) и Смоленской (ныне не существует). В июне 1906 года младшим инженером Ю. Н. Терликовым представленный ими проект был отклонён из-за ошибок в расчётах распределения нагрузки купола и недостаточной безопасности в случае пожара. 24 января 1907 года, после внесения исправлений, проект был утверждён, а в 1911 году строительство новой синагоги было завершено. Изначально здание было увенчано пятью куполами, а второй этаж был не сплошным, а представлял собой большой п-образный балкон. В 1926—1928 годах была построена кирпичная ограда с железными воротами (ныне входят в предмет охраны объекта культурного наследия). Кроме того, был обустроен парадный вход, заасфальтирован тротуар, разбит сад.
Начиная с 1928 года велась кампания, в том числе при участии красной еврейской молодёжи, с целью изъятия здания и передачи его для культурно-просветительских нужд. В результате, решением сталинградского исполкома от 17 ноября 1929 года синагога была закрыта, её здание изначально планировалось отдать под клуб. 13 апреля 1930 года на заседании президиума Сталинградского окрисполкома было решено передать здание бывшей синагоги окрздравотделу для размещения в нём поликлиники. Здание было реконструировано под нужды медучреждения, купола демонтированы, звёзды Давида на стенах сбиты и заштукатурены.
Во время Сталинградской битвы здание находилось в одном из эпицентров боёв, однако смогло уцелеть без серьёзных повреждений. После восстановления в здании продолжила работу поликлиника.
В 1997 году постановлением Волгоградской областной Думы здание синагоги было признано памятником архитектуры и градостроительства регионального значения.
В 2007 и 2016 годах еврейской общиной Волгограда предпринимались попытки вернуть здание в свою собственность, однако все они не увенчались успехом.

## Архитектура
Строение в плане прямоугольное. Все фасады разделены на три участка, средний из которых шире боковых.
Являя собой пример широкого применения фигурного кирпича в архитектуре региона, здание имеет богатый фасадный декор: лопатки, поддерживающие фриз c аркатурой, рустованные до середины (а в верхней части с филёнками) перспективные стрельчатые арки с кубоватой капителью на полукруглых пьедесталах. Украшением служат городчатый пояс, сухарики; между нижним и верхним ярусами проходит значительного выноса карниз с модульонами.
Выразительность зданию придаёт большое количество окон и их богатое оформление. На южном и северном фасадах расположены крупные окна, завершающиеся стрельчатыми арками с характерными для модерна переплётами; кроме того, значительный художественный эффект обеспечивают большие круглые окна на втором ярусе с западной стороны северного фасада.
При приспособлении синагоги под физиотерапевтическую поликлинику внутренняя планировка была значительно нарушена. В частности, балконы хоров были заменены сплошным вторым этажом, изменена планировка подвала. Несмотря на частичную утрату отделки интерьера, ряд её элементов сохранился до наших дней. Фриз и окна с внутренней стороны украшены лепными вьющимися растениями, окна также фланкированы пилястрами, стилизованными под коринфский ордер. Кованые ограждения главной лестницы украшены распускающимися бутонами лилий и узорами в духе модерна. Полы в помещениях с западной стороны выложены метлахской плиткой с узорами серого, жёлтого и голубого оттенков.
Здание второй царицынской синагоги представляет интерес не только с архитектурной, но и с инженерной точки зрения, поскольку при его строительстве использовались новые для своего времени металлические конструкции (чугунные колонны, своды Монье). Согласно протоколу заключения царицынского инженера Васильева-Василькова, составленного в 1911 году по итогам строительства, «Здание прочное, хоры второго этажа основаны на прогонах из четырнадцати двутавровых балок, поддерживаемых четырьмя чугунными колоннами. Под зданием подвалы и там помещены калориферы. Подвалы перекрыты бетонными сводами по двутавровым балкам».

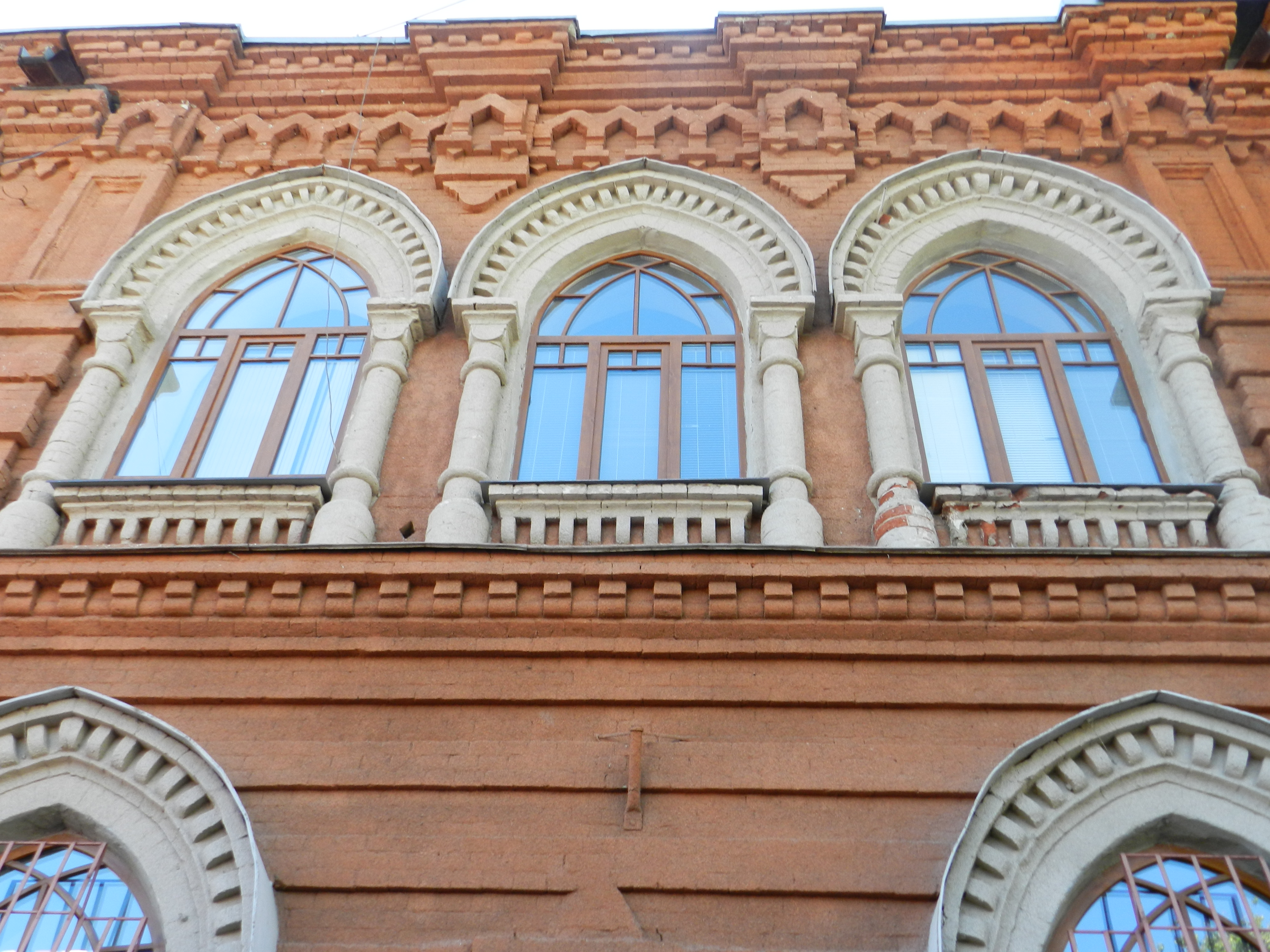
Декор фасада
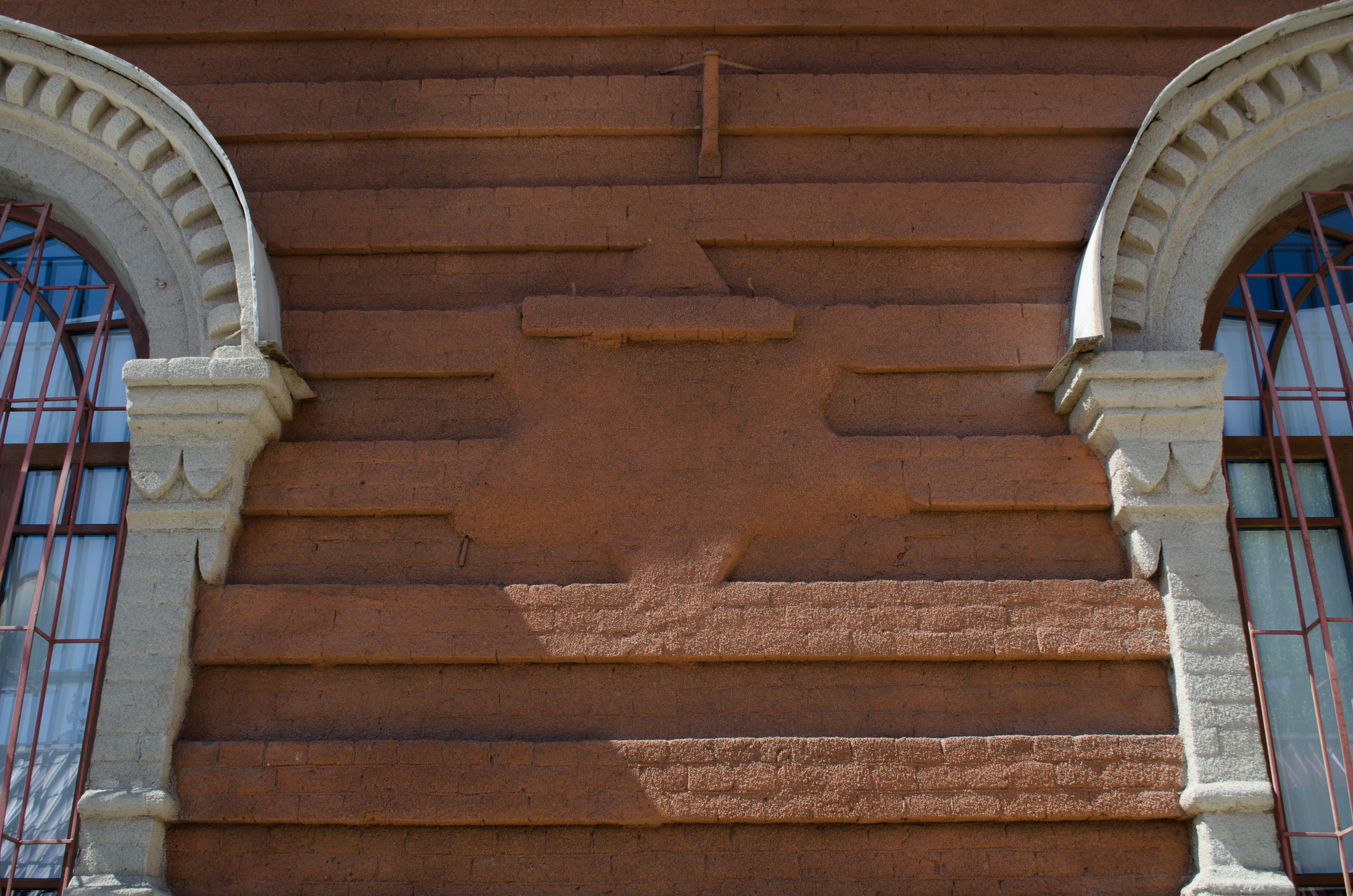
Одна из заштукатуренных звёзд Давида
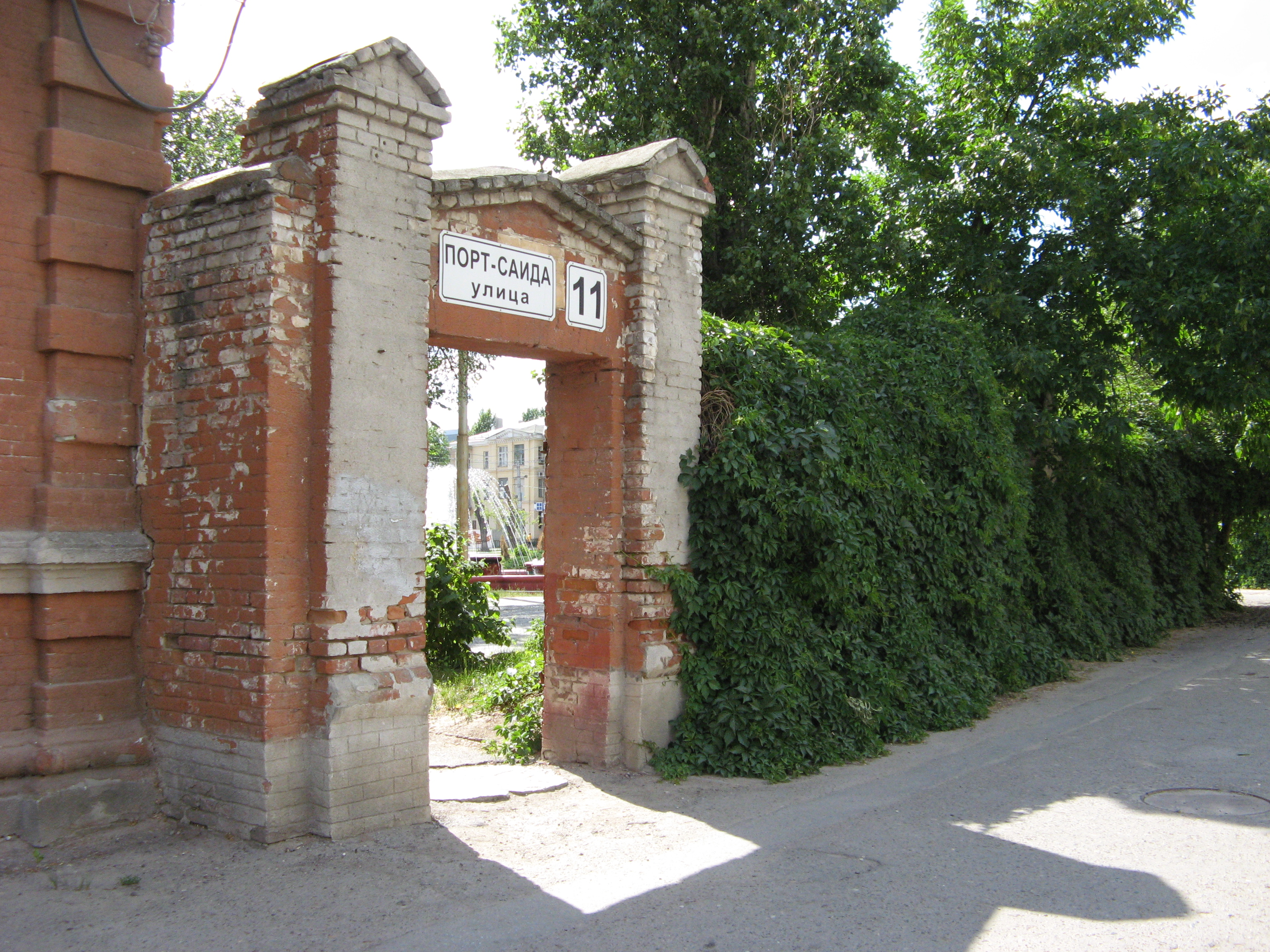
Сохранившийся фрагмент кирпичной ограды